# تری‌پلنامین
تری‌پلنامین که با نام تجاری Pyribenzamine توسط نوارتیس به فروش می رسد، دارویی است که به عنوان یک آنتی‌هیستامین ضدخارش و نسل اول استفاده می شود. می توان از آن در درمان آسم، تب یونجه، رینیت و کهیر استفاده کرد، اما همکنون کمتر رایج است زیرا با آنتی‌هیستامین‌های جدید جایگزین شده است. این دارو ابتدا در CIBA ثبت شد که بعدها با Geigy ادغام به Ciba-Geigy به وجود آمد و در نهایت به Novartis تبدیل شد.

## عوارض جانبی
تریپلنامین آرام‌بخش است. سایر عوارض جانبی می تواند شامل تحریک، خشکی دهان، حالت تهوع و سرگیجه باشد.

## همچنین ببینید
- کلروپیرامین
- مپیرامین
- فنیرامین
- پنتازوسین